# علوم رياضياتية
العلوم الرياضياتية هي مجموعة من مجالات الدراسة التي تشمل، بالإضافة إلى الرياضيات، تلك التخصصات الأكاديمية التي هي في الأساس رياضية بطبيعتها ولكن قد لا تعتبر عالميًا مجالات فرعية للرياضيات المناسبة.
الإحصاء، على سبيل المثال، هو أسلوب رياضي في طرقه ولكنه نشأ من الملاحظات البيروقراطية والعلمية، التي اندمجت مع الاحتمال العكسي ثم نمت من خلال التطبيقات في بعض مجالات الفيزياء والقياسات الحيوية، وأن تصبح العلوم الاجتماعية مجالها المنفصل، وإن كان مرتبطًا بشكل وثيق. علم الفلك النظري، والفيزياء النظرية، والميكانيكا النظرية والتطبيقية، وميكانيكا الأوساط المتصلة، والكيمياء الرياضية، والعلوم الأكتوارية، وعلوم الحاسوب، والعلوم الحسابية، وعلوم البيانات، وبحوث العمليات، وعلم الأحياء الكمي، ونظرية التحكم، والاقتصاد القياسي، والجيوفيزياء وعلوم الأرض الرياضية هي أيضًا مجالات أخرى غالبًا ما يتم النظر فيها جزء من العلوم الرياضية.
تقدم بعض المؤسسات درجات علمية في العلوم الرياضياتية (مثل الأكاديمية العسكرية الأمريكية وجامعة ستانفورد وجامعة الخرطوم) أو العلوم الرياضياتية التطبيقية (على سبيل المثال، جامعة رود آيلاند).